# Fatih Turan
Fatih Nurullah Turan (Genk, 5 april 1993) Belgisch-Turks voetballer die doorgaans speelt als rechtsback. In juli 2020 verruilde hij Sporting Hasselt voor Turkse Rangers.

## Carrière
Turan begon zijn carrière als voetballer in dienst van KRC Genk, waar hij de jeugdopleiding grotendeels doorliep. Hij stapte echter over naar het Nederlandse Fortuna Sittard, waar hij die opleiding voltooide. Hij debuteerde op 18 maart 2011, in een uitduel tegen FC Emmen, waarin hij in de basis mocht starten. Het gehele seizoen 2011/12 kwam hij niet in actie, maar hij speelde weer op 10 augustus 2012, tegen AGOVV Apeldoorn. In augustus 2015 tekende Turan een contract bij het Turkse Boluspor, dat eerder ook al Jonathan Reis aantrok. Turan tekende een contract tot medio 2017, met een optie voor nog een seizoen. Deze optie werd niet gelicht en in de zomer van 2017 verliet Turan de club. Een halfjaar vond de Belgische Turk in Belediye Vanspor een nieuwe werkgever. Hij tekende er voor anderhalf jaar. In de zomer van 2018 verliet Turan zijn club alweer, toen hij ging spelen voor Karacabey Birlikspor. Van januari tot juli 2019 zat hij zonder club, waarna Sporting Hasselt hem onder contract nam. Na een jaar vertrok hij, om voor Turkse Rangers te gaan spelen.

## Clubstatistieken
| Seizoen | Club                 | Competitie      | Competitie | Competitie | Beker | Beker | Internationaal | Internationaal | Totaal | Totaal |
| Seizoen | Club                 | Competitie      | Wed.       | Dlp.       | Wed.  | Dlp.  | Wed.           | Dlp.           | Wed.   | Dlp.   |
| ------- | -------------------- | --------------- | ---------- | ---------- | ----- | ----- | -------------- | -------------- | ------ | ------ |
| 2010/11 | Fortuna Sittard      | Eerste divisie  | 1          | 0          | 0     | 0     | —              | —              | 1      | 0      |
| 2011/12 | Fortuna Sittard      | Eerste divisie  | 0          | 0          | 0     | 0     | —              | —              | 0      | 0      |
| 2012/13 | Fortuna Sittard      | Eerste divisie  | 27         | 0          | 1     | 0     | —              | —              | 28     | 0      |
| 2013/14 | Fortuna Sittard      | Eerste divisie  | 14         | 0          | 0     | 0     | —              | —              | 14     | 0      |
| 2014/15 | Fortuna Sittard      | Eerste divisie  | 35         | 1          | 2     | 0     | —              | —              | 37     | 1      |
| 2015/16 | Boluspor             | 1. Lig          | 10         | 0          | 6     | 0     | —              | —              | 16     | 0      |
| 2016/17 | Boluspor             | 1. Lig          | 18         | 0          | 7     | 0     | —              | —              | 25     | 0      |
| 2017/18 | Belediye Vanspor     | 3. Lig          | 7          | 0          | 0     | 0     | —              | —              | 7      | 0      |
| 2018/19 | Belediye Vanspor     | 3. Lig          | 1          | 0          | 0     | 0     | —              | —              | 1      | 0      |
| 2018/19 | Karacabey Birlikspor | 3. Lig          | 12         | 0          | 0     | 0     | —              | —              | 12     | 0      |
| 2019/20 | Sporting Hasselt     | Tweede afdeling | 16         | 0          | 0     | 0     | —              | —              | 16     | 0      |
| Totaal  | Totaal               | Totaal          | 141        | 1          | 16    | 0     | 0              | 0              | 157    | 1      |

Bijgewerkt op 23 augustus 2024.

## Interlandcarrière
Sinds 2013 komt Turan uit voor diverse nationale jeugdteams uit Turkije. Met het elftal onder 20 jaar speelde hij het WK –20 in Turkije. Op 6 februari 2013 debuteerde Turan voor Turkije –21 in een vriendschappelijke wedstrijd tegen Noorwegen –21 (2–0 winst).
| Interlands van Fatih Turan voor Turkije –21 | Interlands van Fatih Turan voor Turkije –21 | Interlands van Fatih Turan voor Turkije –21 | Interlands van Fatih Turan voor Turkije –21 | Interlands van Fatih Turan voor Turkije –21 | Interlands van Fatih Turan voor Turkije –21 |
| №                                           | Datum                                       | Wedstrijd                                   | Uitslag                                     | Competitie                                  | Goals                                       |
| Als speler bij Fortuna Sittard              | Als speler bij Fortuna Sittard              | Als speler bij Fortuna Sittard              | Als speler bij Fortuna Sittard              | Als speler bij Fortuna Sittard              | Als speler bij Fortuna Sittard              |
| ------------------------------------------- | ------------------------------------------- | ------------------------------------------- | ------------------------------------------- | ------------------------------------------- | ------------------------------------------- |
| 1                                           | 6 februari 2013                             | Turkije – Noorwegen                         | 2 – 0                                       | Vriendschappelijk                           |                                             |

Op 20 februari 2013 debuteerde Turan voor Turkije –20 in een vriendschappelijke wedstrijd tegen Oezbekistan –20 (5–2 winst).
| Interlands van Fatih Turan voor Turkije –20 | Interlands van Fatih Turan voor Turkije –20 | Interlands van Fatih Turan voor Turkije –20 | Interlands van Fatih Turan voor Turkije –20 | Interlands van Fatih Turan voor Turkije –20 | Interlands van Fatih Turan voor Turkije –20 |
| №                                           | Datum                                       | Wedstrijd                                   | Uitslag                                     | Competitie                                  | Goals                                       |
| Als speler bij Fortuna Sittard              | Als speler bij Fortuna Sittard              | Als speler bij Fortuna Sittard              | Als speler bij Fortuna Sittard              | Als speler bij Fortuna Sittard              | Als speler bij Fortuna Sittard              |
| ------------------------------------------- | ------------------------------------------- | ------------------------------------------- | ------------------------------------------- | ------------------------------------------- | ------------------------------------------- |
| 1                                           | 20 februari 2013                            | Turkije – Oezbekistan                       | 5 – 2                                       | Vriendschappelijk                           |                                             |
| 2                                           | 24 maart 2013                               | Turkije – Portugal                          | 2 – 1                                       | Vriendschappelijk                           |                                             |
| 3                                           | 26 maart 2013                               | Turkije – Portugal                          | 1 – 1                                       | Vriendschappelijk                           |                                             |
| 4                                           | 14 juni 2013                                | Turkije – Paraguay                          | 0 – 1                                       | Vriendschappelijk                           |                                             |
| 5                                           | 22 juni 2013                                | Turkije – El Salvador                       | 3 – 0                                       | WK –20                                      |                                             |
| 6                                           | 28 juni 2013                                | Australië – Turkije                         | 1 – 2                                       | WK –20                                      |                                             |
| 7                                           | 2 juli 2013                                 | Frankrijk – Turkije                         | 4 – 1                                       | WK –20                                      |                                             |